# 贾米尔·尼尔森
贾米尔·尼尔森（英語：Jameer Nelson，1982年2月9日—），是美国NBA职业篮球运动员，曾效力於底特律活塞，司職控球後衛，現已退役。

## 大學生涯
尼爾森就讀聖約瑟夫大學的第一個賽季憑藉其爆發性的表現，獲選為全美年度最佳新人，且在往後兩個賽季持續成長，尼爾森本來表示將投入2003年NBA選秀，但最後決定回到學校參加他大四的最後一個賽季。
尼爾森在2003-04賽季帶領球隊取得開季27連勝，他與二年級後衛德隆蒂·韋斯特被認為是全美最佳的後場組合，不但帶領球隊打入NCAA總錦標，且名列為第一種子，一路殺進最終四強才敗給奧克拉荷馬州立大學，尼爾森在大四這一年繳出場均20.6分、5.3助攻、4.7籃板及3.0抄截，並帶領球隊取得30勝2負的隊史最佳戰績，因而獲得約翰・伍登獎、奈史密斯學院年度最佳球員、鮑伯·庫西獎及奧斯卡羅伯森獎等等多項榮譽。
同時尼爾森在聖約瑟夫老鷹隊留下，總得分2094分、714次助攻和256次抄截皆排名隊史第一，無庸置疑地成為隊史最佳球員，他所穿的14號球衣也在2004年4月23日被聖約瑟夫大學所退休。

### 大學生涯統計
| 年份     | 所屬球隊     | 出賽場次 | 先發出賽 | 上場時間 | 投籃命中率 | 3分命中率 | 罰球命中率 | 籃板 | 助攻 | 抄截 | 阻攻 | 場均得分 |
| -------- | ------------ | -------- | -------- | -------- | ---------- | --------- | ---------- | ---- | ---- | ---- | ---- | -------- |
| 2000-01  | 聖約瑟夫老鷹 | 33       | 33       | 33.8     | 46.1%      | 37.3%     | 82.0%      | 4.0  | 6.5  | 1.7  | 0.1  | 12.5     |
| 2001-02  | 聖約瑟夫老鷹 | 30       | 30       | 35.5     | 43.8%      | 35.9%     | 76.2%      | 4.8  | 6.2  | 1.3  | 0.0  | 14.4     |
| 2002-03  | 聖約瑟夫老鷹 | 30       | 30       | 34.9     | 43.7%      | 33.9%     | 77.2%      | 5.1  | 4.7  | 2.2  | 0.2  | 19.7     |
| 2003-04  | 聖約瑟夫老鷹 | 32       | 32       | 33.9     | 47.5%      | 39.0%     | 79.2%      | 4.7  | 5.3  | 3.0  | 0.0  | 20.6     |
| 大學生涯 | 大學生涯     | 125      | 125      | 34.5     | 45.4%      | 36.5%     | 78.6%      | 4.6  | 5.7  | 2.0  | 0.1  | 16.8     |

## 職業生涯

### NBA選秀
尼爾森大學畢業後，參加2004年NBA選秀，在尼爾森大四之前他的選秀預測落點在首輪後段或次輪前段的順位，大部分的球探報告針對他的身材、防守能力和天賦上限給出了有限的評價，但由於大四出色的表現，尼爾森普遍被認為會在前十順位中選，選秀會前尼爾森參加了超過10 隊的訓練營，但最終尼爾森仍落到首論第20順位才被丹佛金塊選中，隨後便被交易到奧蘭多魔術換取2005年的首輪籤。

### 奧蘭多魔術（2004～2014）
04-05賽季
作為一名新秀，尼爾森擔任隊上明星後衛史蒂夫·弗朗西斯的主力替補。由於尼爾森優質的表現，季末魔術隊給了尼爾森擔任先發控球的機會，弗朗西斯則調整為得分後衛。賽季結束後尼爾森入選了NBA年度新秀第二隊。
05-06賽季
2006年2月22日魔術隊將弗朗西斯交易到紐約尼克，球隊這是穩固了尼爾森的先發位置，尼爾森的表現也在弗朗西斯被交易後有所提升，整季繳出場均14.6分、5助攻和48.3%的投籃命中率。
06-07賽季
尼爾森幫助球隊重回睽違三個賽季的季後賽，但在季後賽首輪遭到東區第一種子底特律活塞橫掃出局。
07-08賽季
本季在隊友德懷特·霍華德持續的進步、希達耶特·特克格魯爆發性的表現及新隊友拉沙德·路易斯的助拳，魔術隊取得52勝30敗的戰績，以東區第三種子闖進季後賽，在首輪以總比分4：1淘汰多倫多暴龍，在東區半決賽中1：4再次敗給底特律活塞。雖然例行賽中尼爾森表現平淡，但在季後賽中尼爾森提升到場均16.2分4.7助攻4.1籃板。
2008年NBA全明星周的灌籃大賽中，尼爾森幫助隊友德懷特·霍華德完成幾個灌籃，其中包括著名的超人灌籃。
08-09賽季
經歷幾個賽季的磨合與成長，尼爾森打出了個人生涯最佳表現，多項數據皆為生涯新高，也因此順利入選2009年NBA全明星賽，但在2009年2月2日面對達拉斯小牛的比賽中受傷，這使得尼爾森錯過了全明星周以及本賽季例行賽剩餘的所有賽事，本季尼爾森出賽42場，其中魔術隊取得32勝10敗。
在季後賽裡魔術隊一路晉級成功打入NBA總冠軍賽，尼爾森也趕上在總冠軍賽中復出，但魔術隊仍然不敵洛杉磯湖人總比分1：4落敗。
09-10賽季
在歷經上個賽季的失利，魔術隊在休賽期間找來文斯·卡特加盟，目標直指總冠軍，尼爾森則依舊繳出平穩的表現幫助球隊連兩季取得59勝23敗的戰績，以東區第二種子前進季後賽，在前兩輪的系列賽裡強勢地橫掃夏洛特山貓與亞特蘭大老鷹，但在分區決賽六場敗給了波士頓塞爾提克。尼爾森在季後賽14場比賽中，繳出場均19.0分、4.8助攻，皆領先全隊。
10-11賽季
在連續兩年爭冠失利後，球隊內部出現不合的聲音，主角是尼爾森自新秀賽季以來共同成長的親密隊友德懷特·霍華德，作為球隊領袖的霍華德多次公開表示希望球隊能夠透過交易補強，這促成陣中老將拉沙德·路易斯的交易案，雖然季中魔術策動多筆球員交易案，本季魔術仍然取得52勝30敗東區第四的戰績進入季後賽，但在首輪系列賽2：4不敵去年遭魔術隊橫掃的亞特蘭大老鷹。
11-12賽季
遇上縮水球季，雖然球隊始終在季後賽名單內，但似乎與總冠軍漸行漸遠，而隊內不合的傳聞也沒有停止，賽季結束後將成為自由球員的霍華德仍舊不斷跟媒體放話，甚至公開表示希望和德隆·威廉斯、克里斯·保羅一樣的明星控衛合作，這當然造成與尼爾森之間的關係緊張，而球隊是連續兩年止步第一輪，1：4遭印第安那溜馬淘汰。霍華德因傷缺賽時，尼爾森則與格伦·戴维斯扛起了球隊。
賽季結束後，尼爾森跳出合約投入自由球員市場，但最後仍決定與老東家繼續合作，簽訂三年合約。
12-13賽季
在霍華德離隊後，尼爾森責任加重，休賽季期間，球團試圖尼爾森和戴维斯為戰術核心，再加上阿隆·阿法拉羅希望保持球隊的競爭力，但三人受傷病困擾，阿法拉羅出賽64場、尼爾森出賽56場、戴维斯更是僅出賽30場便提前報銷，最後中斷了連續6年打入季後賽的紀錄，尼爾森本季場均14.6分、7.4次助攻，其中助攻為生涯新高。
13-14賽季
在前一賽季確定無緣季後賽後，球隊確定進入重建期，尼爾森也轉換角色成為引導年輕球員的老大哥，雖然球隊戰績低迷，但隊上數名潛力球員帶來不少亮點，包括尼古拉·武切維奇、托比亞斯·哈里斯、维克多·奥拉迪波等人。
2014年7月1日魔術球團正式釋出尼爾森，尼爾森離開效力十年的奧蘭多，隨後在7月24日正式以兩年560萬加盟達拉斯小牛。

### 達拉斯小牛（2014～2015）
14-15賽季
小牛隊在休賽季期間找來了尼爾森、錢德勒·帕森斯、泰森·錢德勒等人搭配蒙塔·艾利斯、德克·諾威斯基，新賽季備受看好，但尼爾森僅為達拉斯出賽23場，留下場均7.3分和4.1次助攻，便被交易到波士頓塞爾提克換取拉簡·朗多。

### 波士頓塞爾提克（2014～2015）
到了波士頓，尼爾森沒得到發揮機會就僅出賽6場，就再次被交易到丹佛金塊。

### 丹佛金塊（2015～2017）
來到丹佛，尼爾森的表現稍有回穩，賽季結束後，尼爾森跳脫合約與金塊隊重新簽訂一份3年1350萬的合約。
15-16賽季尼爾森受傷並影響，僅出賽39場，場均7.7分和4.7次助攻。
16-17賽季尼爾森健康出賽75場其中有40場先發，發揮老將價值稱職扮演後場指揮官，場均9.2分、5.1助攻，幫助球隊取得40勝42敗，與波特蘭拓荒者競爭到例行賽最後一場才無緣季後賽。
2017年10月18日金塊宣布裁掉35歲的老將尼爾森。
2017年10月21日尼爾森選擇加盟紐奧良鵜鶘。

### 紐奧良鵜鶘（2017～2018）
17-18賽季
尼爾森擔任球隊第二控球為鵜鶘隊出賽43場，在季中再次被交易到公牛換取尼古拉·米羅蒂奇，而尼爾森並沒有為公牛打任何一場比賽，再次被交易到底特律活塞，尼爾森與曾擔任魔術隊總教練斯坦·范甘迪在活塞隊重逢。

### 底特律活塞（2017～2018）
尼爾森僅為底特律出賽7場，在2018年3月13號面對猶他爵士比賽後，就再也沒有出賽。
賽季結束後尼爾森成為自由球員。

## NBA 生涯數據
| 粗體 | 生涯最高 |

### 例行賽
| 賽季     | 球隊           | GP  | GS  | MPG  | FG%   | 3P%   | FT%   | RPG | APG | SPG | BPG | PPG  |
| -------- | -------------- | --- | --- | ---- | ----- | ----- | ----- | --- | --- | --- | --- | ---- |
| 2004–05  | 奧蘭多魔術     | 79  | 21  | 20.4 | 45.5% | 31.2% | 68.2% | 2.4 | 3.0 | 1.0 | 0.0 | 8.7  |
| 2005–06  | 奧蘭多魔術     | 62  | 33  | 28.8 | 48.3% | 42.4% | 77.9  | 2.9 | 4.9 | 1.1 | 0.1 | 14.6 |
| 2006–07  | 奧蘭多魔術     | 77  | 77  | 30.3 | 43.0% | 33.5% | 82.8% | 3.1 | 4.3 | 0.9 | 0.1 | 13.0 |
| 2007–08  | 奧蘭多魔術     | 69  | 62  | 28.4 | 46.9% | 41.6% | 82.8% | 3.5 | 5.6 | 0.9 | 0.1 | 10.9 |
| 2008–09  | 奧蘭多魔術     | 42  | 42  | 31.2 | 50.3% | 45.3% | 88.7% | 3.5 | 5.4 | 1.2 | 0.1 | 16.7 |
| 2009–10  | 奧蘭多魔術     | 65  | 64  | 28.6 | 44.9% | 38.1% | 84.5% | 3.0 | 5.4 | 0.7 | 0.0 | 12.6 |
| 2010–11  | 奧蘭多魔術     | 76  | 76  | 30.5 | 44.6% | 40.1% | 80.2% | 3.0 | 6.0 | 1.0 | 0.0 | 13.1 |
| 2011–12  | 奧蘭多魔術     | 57  | 57  | 29.9 | 42.7% | 37.7% | 80.7% | 3.2 | 5.7 | 0.7 | 0.1 | 11.9 |
| 2012–13  | 奧蘭多魔術     | 56  | 56  | 35.3 | 39.2% | 34.1% | 87.3% | 3.7 | 7.4 | 1.3 | 0.1 | 14.7 |
| 2013–14  | 奧蘭多魔術     | 68  | 68  | 32.0 | 39.4% | 34.8% | 85.7% | 3.4 | 7.0 | 0.8 | 0.1 | 12.1 |
| 2014–15  | 達拉斯小牛     | 23  | 23  | 25.4 | 37.4% | 36.9% | 87.5% | 2.7 | 4.1 | 0.7 | 0.1 | 7.3  |
| 2014–15  | 波士頓塞爾提克 | 6   | 1   | 20.2 | 22.0% | 20.0% | 66.7% | 2.8 | 5.5 | 1.2 | 0.0 | 4.8  |
| 2014–15  | 丹佛金塊       | 34  | 5   | 20.6 | 45.0% | 35.4% | 57.9% | 1.9 | 3.7 | 0.7 | 0.1 | 9.6  |
| 2015–16  | 丹佛金塊       | 39  | 15  | 26.6 | 36.8% | 29.9% | 85.7% | 2.9 | 4.9 | 0.6 | 0.1 | 7.7  |
| 2016–17  | 丹佛金塊       | 75  | 39  | 27.3 | 44.4% | 38.8% | 71.4% | 2.6 | 5.1 | 0.7 | 0.1 | 9.2  |
| 職業生涯 | 職業生涯       | 828 | 639 | 28.4 | 43.7% | 36.9% | 81.0% | 3.0 | 5.2 | 0.9 | 0.1 | 11.7 |

### 季後賽
| 賽季     | 球隊       | GP | GS | MPG  | FG%   | 3P%   | FT%   | RPG | APG | SPG | BPG | PPG  |
| -------- | ---------- | -- | -- | ---- | ----- | ----- | ----- | --- | --- | --- | --- | ---- |
| 2007     | 奧蘭多魔術 | 4  | 4  | 32.3 | 42.0% | 35.7% | 90.9% | 3.0 | 3.3 | 0.8 | 0.0 | 14.3 |
| 2008     | 奧蘭多魔術 | 10 | 10 | 33.3 | 50.4% | 48.8% | 75.7% | 4.1 | 4.7 | 0.3 | 0.2 | 16.2 |
| 2009     | 奧蘭多魔術 | 5  | 0  | 18.0 | 34.8% | 16.7% | 50.0% | 1.4 | 2.8 | 0.2 | 0.0 | 3.8  |
| 2010     | 奧蘭多魔術 | 14 | 14 | 34.2 | 47.9% | 39.3% | 82.3% | 3.6 | 4.8 | 1.0 | 0.0 | 19.0 |
| 2011     | 奧蘭多魔術 | 6  | 6  | 36.0 | 37.8% | 23.1% | 78.6% | 4.2 | 5.0 | 2.0 | 0.0 | 13.2 |
| 2012     | 奧蘭多魔術 | 5  | 5  | 36.4 | 39.2% | 32.0% | 75.0% | 3.8 | 6.6 | 0.8 | 0.2 | 15.6 |
| 職業生涯 | 職業生涯   | 44 | 39 | 32.5 | 44.5% | 37.2% | 79.2% | 3.5 | 4.6 | 0.8 | 0.1 | 15.0 |

## 外部連結
- 賈米爾·尼爾森的球員資料—奇摩運動 （页面存档备份，存于）
- 賈米爾·尼爾森的球員資料—NBA.com （页面存档备份，存于）（英文）